# Lijst van nationale parken in Iran
Iran heeft zestien nationale parken.
Gesorteerd op grootte zijn dat de volgende:
- Nationaal Park Urumiyeh
- Nationaal Park Kavir
- Nationaal Park Bakhtegan
- Nationaal Park Golestan
- Nationaal Park Bamoo
- Nationaal Park Kolah Qazi
- Nationaal Park Tandooreh
- Nationaal Park Khojir
- Nationaal Park Sorkh-e-Hissar
- Nationaal Park Tang-e-Sayyad
- Nationaal Park Khabr
- Nationaal Park Boojagh
- Nationaal Park Salook
- Nationaal Park Sarigol
- Nationaal Park Turan
- Nationaal Park Lar